# PlayOK
PlayOK（プレイオッケー）とはボードゲーム・カードゲームのオンライン対局サイトである。

## 概要
オセロ、チェス、五目並べ、バックギャモン等の完全無料対局サイトである。
機能も豊富であり、スマートフォン等からもゲームができる。
国際色豊かで世界中からプレイヤーが集まる。

## ゲームの種類
選択する言語ごとに、プレイできるゲームの種類や数が異なる。どの言語を選択するかは自由であり、英語版を選択すると32種類のゲーム、ポーランド語版を選択すると34種類のゲームがプレイできる。ほとんどは既存の伝統的ゲームかその変種である。日本語バージョンを選択すると以下の10ゲームをプレイできる。
- オセロ
- 五目並べ
- 将棋
- 碁
- チェス
- バックギャモン
- チェッカー
- 中国将棋
- スペード
- ハーツ

## 歴史
2001年にポーランド人のMarek Futregaによって作られた。当初はポーランド国内向けのKurnik（鶏舎を意味する）というサイト名であった。
2002年に英語版が作成され、のちに多言語化（37言語）し、2008年にPlayOKという名前が採用されるようになった。その言語圏に住むプレイヤーがサイトのバージョンアップ等のたびにボランティアで翻訳をしている。
現在は、世界中からプレイヤーが集まるゲームサイトとなっている。

## 特徴
- 完全に無料で、PCのみならずタブレット、iPhone、スマートフォン等からもゲームができる。
- 対戦履歴・対戦者別成績が自動的に残り、その棋譜等を後で閲覧できる。大会やチャットなどの機能もある[6]。
- 不正防止機能（別のウィンドウをクリックするとプレイヤーの名前の色が黒から灰色に変わるため、コンピューター・プログラム等を用い不正行為を行うと一手ごとに色が変わる）が備わっている[7]。
- 旧バージョンはJavaアプレット、現行バージョンはHTML5で作成されている。